# Brienza
Brienza är en ort och kommun i provinsen Potenza i regionen Basilicata i Italien. Kommunen hade 4 030 invånare (2017).